# كاتلين كوبر
كاتلين كوبر (بالإنجليزية: Caitlin Cooper)‏ (12 فبراير 1988 في أستراليا - ) هي لاعبة كرة قدم أسترالية في مركز الدفاع. لعبت مع كانبيرا يونايتد وCentral Coast Mariners FC (women) ‏ ووسترن سيدني واندررز.

## وصلات خارجية
- كاتلين كوبر على موقع الاتحاد الدولي (مؤرشف)  (الإنجليزية)
- كاتلين كوبر على موقع قاعدة بيانات كرة القدم.إي يو (الإنجليزية)
- كاتلين كوبر على موقع Soccerway.com (الإنجليزية)
- كاتلين كوبر على موقع أوليمبيديا (الإنجليزية)